# Regiunea Moyen-Cavally
Regiunea Moyen-Cavally este una dintre cele 19 unități administrativ-teritoriale de gradul I ale statului Coasta de Fildeș.